# Habitatge al carrer del Pont, 32 (Manlleu)
L'Habitatge al carrer del Pont, 32 era un edifici de Manlleu (Osona) inclòs a l'Inventari del Patrimoni Arquitectònic de Catalunya.

## Descripció
Es tractava d'un edifici de planta i tres pisos amb façana al carrer del Pont i al carrer de l'Horta d'en Font. A la planta baixa s'hi obrien dos portals, un a cada banda, i una finestra al mig. Les obertures eren d'arc rebaixat amb emmarcaments de pedra. Una petita cornisa separava la planta baixa de la primera, en aquesta hi havia tres balconeres, amb barana de ferro forjat treballada en el mateix pla de façana, situades seguint els eixos marcats per les obertures de planta baixa. Pel que fa a l'acabat de la façana, la planta baixa estava estucada en gris i granat. Al segon pis hi havia tres finestres unides per un balcó corregut amb barana de forja molt treballada. Els brancals, llindes i sòcol eren de pedra. Al tercer pis hi havia tres balcons independents, col·locats simètricament respecte al pis de sota, amb barana de ferro forjat. Del sòcol de pedra de la planta segona naixien, entre cada obertura i als laterals, unes pilastres de maó coronades amb unes volutes de pedra. La cantonada estava reforçada per carreus de pedra.